# Multiculturalisme
Ne doit pas être confondu avec Interculturalisme ou Multiethnisme.
 (avril 2019).

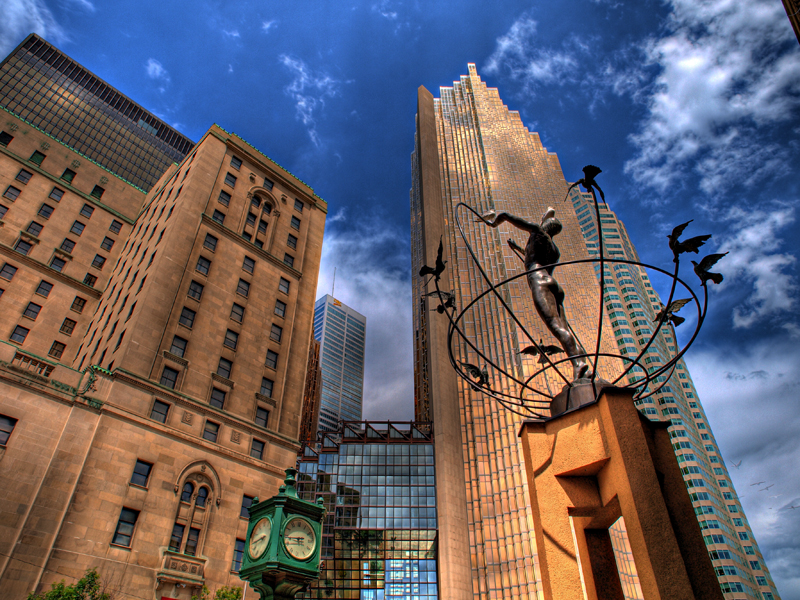
Le Monument au multiculturalisme de Francesco Perilli à Toronto (Canada). Quatre sculptures identiques sont situées à Buffalo City (Afrique du Sud), Changchun (Chine), Sarajevo (Bosnie-Herzégovine) et Sydney (Australie).

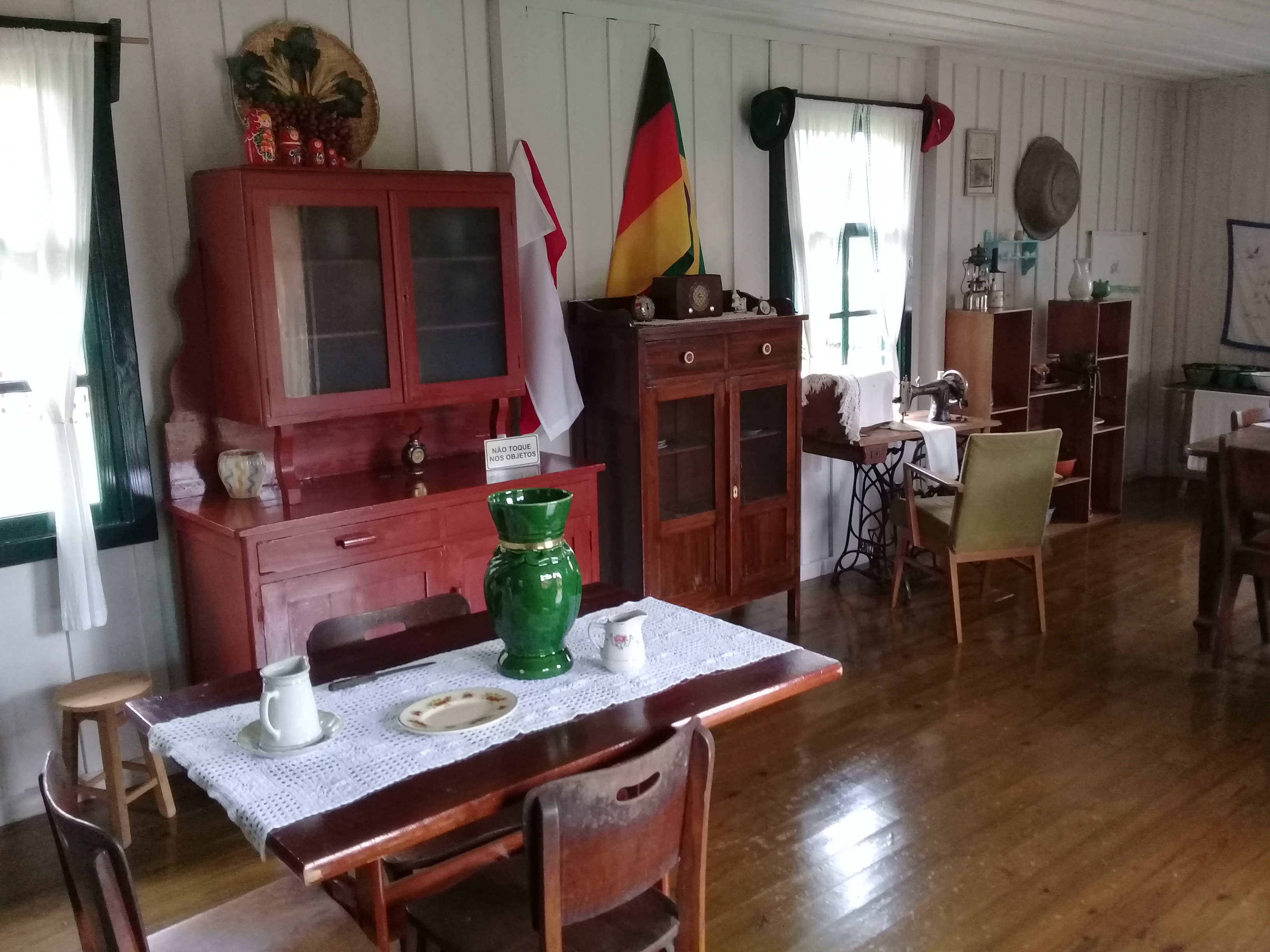
Maison avec du mobilier issu de différents pays, dont russe et allemand, à Carambeí, dans le sud du Brésil, une ville à majorité néerlandaise.

Multiculturalisme est un terme de sociologie, anthropologie et philosophie politique ayant des significations différentes en fonction de ces disciplines. Parmi ses multiples définitions, ce terme désigne avant tout un pluralisme culturel dans lequel différentes ethnies collaborent et dialoguent sans nier leur identité propre. Il met aussi bien en évidence des différences culturelles que des frontières au sein d'une même communauté.
Le multiculturalisme en tant que philosophie politique fait référence à des idéologies et des politiques diverses qui peuvent aller du plaidoyer d'un respect des diverses cultures d'une société, à des politiques de promotion de la diversité culturelle ou identitaires, visant à favoriser l'expression des particularités des diverses cultures, en passant par des politiques anti-discriminatoires, visant à assurer un statut social égal aux membres des diverses cultures, des politiques communautaires, permettant l'existence de statuts (légaux, administratifs…) spécifiques aux membres de telle ou telle communauté culturelle et faisant la distinction des personnes en fonction des groupes religieux ou des groupes ethniques auxquels elles appartiennent,. Le multiculturalisme aborde également la notion de diversité religieuse (pluralisme).
Le multiculturalisme qui se caractérise par le maintien du caractère distinctif des cultures multiples au sein d'une société est souvent opposé à d'autres concepts tels que l'assimilation culturelle, la ségrégation raciale, l'intégration sociale, la créolisation. Pour parler de multiculturalisme, les termes « creuset » ou « mosaïque culturelle » sont parfois employés. Une démarche d'inclusion sociale est utilisée pour mettre en place ce modèle dans les villes.
L'interculturalisme est un modèle développé en réponse au multiculturalisme, par des critiques estimant que le multiculturalisme est un modèle ne permettant pas une inclusion efficace des divers groupes au sein d'une meme société. L'interculturalisme est sensible à la diversité culturelle mais via l'adoption de la culture dominante du pays ou de la région d'adoption, associée à la recherche de points communs tout en préservant les différences individuelles. Dans une société interculturelle les immigrés ou leurs descendants participent à l’ensemble des activités de la société d’accueil. Selon cette conception, une intégration culturelle réussie nécessiterait l’abandon d’une partie de la culture d’origine qui ne serait pas compatible avec les valeurs de la société d’accueil.

## Définition
En sociologie et selon son acception la plus courante, le multiculturalisme est synonyme de pluralisme. Pluralisme et multiculturalisme sont souvent utilisés indifféremment et peuvent se référer soit à une zone géographique où des communautés ethniques vivent en mixité et où coexistent des traditions culturelles différentes, soit à un pays dans sa globalité dans lequel vivent différentes communautés ethniques. La multiculturalité fait aujourd'hui le plus souvent référence à la coexistence d'un groupe ethnique indigène et de groupes ethniques étrangers.

Comprendre le multiculturalisme implique de comprendre ce qu’est une culture. Les définitions d'une culture sont nombreuses. Selon l'anthropologue Clyde Kluckhohn : 

« La culture est la manière de penser, de sentir et de réagir d'un groupe humain, surtout acquise et transmise par des symboles, et qui représente son identité spécifique. »

Toujours d'un point de vue sociologique, le multiculturalisme est la conséquence d'un processus naturel ou artificiel, par exemple, l'immigration légalement contrôlée, et se produit à l'échelle d'un pays ou à une échelle plus locale. Le multiculturalisme peut être artificiellement créé à la suite, par exemple, de la création d'une juridiction agrandissant en fusionnant des zones avec deux ou plusieurs cultures différentes.
Au niveau local, l'inclusion sociale favorise une approche multiculturelle concrète dans les villes.

## Europe

### Allemagne
Selon l'anthropologue Christian Giordano, l'Allemagne est une nation qui s'est historiquement constituée dans l'idée de n'être qu'une seule ethnie. Ce n'est qu'à la suite de la Seconde Guerre mondiale qu'elle connaît une arrivée importante de personnes immigrées, originaires pour la plupart du sud de l'Europe. C'est alors que se développe le terme de « Multikulturalismus ». Son utilisation contemporaine est grandement liée au projet socioculturel nommé « MultiKulti ». La politique multiculturelle du pays est grandement marquée par ce projet jusqu'aux années 2010, celui-ci étant ciblé des critiques sur son optimisme à faire cohabiter spontanément et harmonieusement des cultures aux traits distincts les unes des autres. Le résultat observé est plutôt une conséquence inverse, soit des communautés ethnoculturelles vivant parallèlement ou séparément les unes des autres par quartiers. Les débats identitaires nationalistes reprennent, et la tendance contemporaine y va plutôt d'une intégration des personnes immigrées par une forme d'assimilation souple.

### France
Historiquement depuis la Révolution française, la France de la Première République est opposée au multiculturalisme et développe l’idée d’un universalisme républicain, c’est-à-dire l’égalité de traitement pour tous les citoyens sans distinction d’origine ethnique notamment. La conception du peuple français est depuis lors issue de la vision jacobine d’un peuple français uni dont la souveraineté n’est parfaite que si elle est entière et ne subit aucune exception au sens de Rousseau pour qui la volonté est générale ou elle n’est pas,. La motivation principale des Jacobins était de créer une communauté politique et sociale effaçant les particularités locales et les inégalités de l'Ancien Régime. Ce modèle jacobin en imposant une centralisation administrative et une politique d’inspiration rousseauiste visait en pratique à résorber la variété ethnique et culturelle des provinces puis plus tard celle des colonies et des immigrants. Cet « illibéralisme français » se caractérise notamment par le refus d'envisager la constitution de corps intermédiaires.
Vers la fin du XIXe siècle, la conception moderne de la citoyenneté évolue de l'universalisme vers le multiculturalisme. La nationalité française a été définie durant une longue période principalement par trois facteurs : l'intégration, l'adhésion individuelle, et la primauté du sol (jus soli). La politique d’intégration repose sur des politiques volontaires qui visent à créer une identité commune et à l'intériorisation par chaque individu d'un héritage culturel et historique commun. En France, l'État a précédé la nation et les gouvernements ont mis en œuvre d’importantes politiques volontaires pour la création de cette identité culturelle commune. L'influence grandissante de l’approche multiculturaliste fait dire à certains universitaires comme M. François Miclo, que le principe d’égalité n’était [plus] qu’un principe résiduel.
L'immigration change de nature à partir de 1976, à la suite de l'entrée en vigueur du décret sur le regroupement familial publié par le président Valéry Giscard d'Estaing et son premier ministre, Jacques Chirac. Les effets de ce décret posent de grandes questions de société.[réf. nécessaire] L'immigration de travail n'est plus majoritaire et un nombre grandissant d'étrangers s'installe en France avec leur famille.

#### Une transformation idéologique
La question du multiculturalisme se pose à partir des années 1970 et 1980. La politique d'intégration des étrangers se transforme pour passer d'un modèle d'assimilation culturelle au multiculturalisme. La tradition française prônait jusqu'ici le processus d'assimilation, c'est-à-dire l'abandon par les immigrés de leur culture d'origine pour une adoption totale de la culture française, selon le précepte d'Ambroise de Milan, « À Rome, fais comme les Romains. »
L'anthropologue Jean-Loup Amselle explique cette transformation du modèle français par le fait que l'idéologie de la gauche et de l'extrême gauche, qui était centrée jusque dans les années 1970 autour du marxisme et de l'universalisme, s'est muée depuis en multiculturalisme cosmopolite. Ce « multiculturalisme à la française » qui prône le pluralisme social et culturel, pose alors le problème de l'identité. Il s'accompagne ainsi d'une montée de la revendication de l’identité nationale et du racisme avec un risque d’« ethnicisation de la France », qui en sont sans doute les conséquences. En effet, le multiculturalisme oblige à redéfinir la base de la société et à répondre à une question politique fondamentale : pourquoi vivre en commun si la même culture n'est pas partagée par tous ?
La critique d'une France multiculturelle fait notamment partie des prises de position récurrentes d'Éric Zemmour ou d'Alain Finkielkraut.

### Royaume-Uni
Historiquement, le Royaume-Uni pratiquait une politique d'assimilation culturelle vis-à-vis des immigrés. La situation commença à changer après la fin de la Seconde Guerre mondiale, où le gouvernement introduit en 1948 la Loi sur la nationalité, qui permet aux 800 millions de sujets de l'Empire britannique de vivre et de travailler au Royaume-Uni sans avoir besoin d'un visa, bien que ce ne soit pas une conséquence anticipée de la loi, qui « n'a jamais été destinée à faciliter l'immigration de masse »,. Cette migration a été initialement encouragée pour aider à combler les lacunes du marché du travail britannique pour les emplois qualifiés et non qualifiés, y compris dans les services publics tels que le nouveau National Health Service et les transports de Londres. De nombreuses personnes ont été spécifiquement amenées au Royaume-Uni sur des navires, notamment l'Empire Windrush en 1948,,,. La plupart des immigrés sont originaires des Antilles et des Indes.

Les tensions raciales commencent à se développer au cours des années 1950 et la situation dégénère en 1958 avec les émeutes raciales de Notting Hill. À l'époque, on compte environ 46 800 immigrés. La Loi sur les immigrants du Commonwealth est adoptée en 1962 en réponse au sentiment public selon lequel les nouveaux arrivants « devraient retourner dans leur propre pays » et que « plus aucun d'entre-eux ne doivent venir dans ce pays. » En présentant le projet de loi à la Chambre des communes, le ministre conservateur de l'Intérieur, Rab Butler, déclare : 

« La justification du contrôle inclut dans ce projet de loi, que je décrirai plus en détail dans quelques instants, est qu'une partie importante de l'ensemble de la population de la Terre est actuellement légalement autorisée à venir séjourner dans cette région déjà densément peuplée du pays. Elle représente au total un quart de la population du globe et aucun facteur visible ne permet actuellement d'anticiper un renversement ou même une modification de la tendance de l'immigration. »

Afin d'éviter une situation similaire à celle du mouvement des droits civiques aux États-Unis, le ministre de l'Intérieur travailliste Roy Jenkins décide ainsi de préfigurer une politique multiculturelle en 1966 : 

« Je ne considère pas [l'intégration] comme signifiant la perte, par les immigrés, de leurs propres caractéristiques et culture nationales. Je ne pense pas que nous ayons besoin dans ce pays d'un "melting pot", qui transformera tout le monde dans un moule commun, comme l'une des copies conformes d'une série de copies conformes de la vision erronée que quelqu'un a de l'Anglais stéréotypé… Je définis donc l'intégration, non comme un processus d'assimilation aplanissant mais comme une égalité des chances, accompagnée de diversité culturelle, dans une atmosphère de tolérance mutuelle. »

Ces prises de positions déclenchent des critiques de certains conservateurs comme Enoch Powell, qui, en réaction, prononce son discours des « fleuves de sang » en 1968, où il préconise de stopper immédiatement l'arrivée d'immigrants non-blancs au Royaume-Uni, et de mettre en place une politique de ré-émigration à destination des immigrés déjà présents. Deux lois contre le racisme sont votées en 1965 et en 1968 mais c'est surtout en 1976 que voit le jour la première loi d'importance, le Race Relations Act 1976 (en), avec la Commission pour l'égalité raciale (Commission for Racial Equality). Les autorités locales comportant de fortes concentrations ethniques étrangères peuvent dès lors créer une politique de gestion de la diversité, reconnaissant de ce fait l'existence de ces communautés. Ainsi, il devient possible de porter plainte pour discrimination en tant qu'individu membre d'une communauté. Le multiculturalisme est adopté au niveau municipal au cours des années 1970 et 1908.
Le chercheur Didier Lassalle, professeur de civilisation britannique à l'UPEC note : « Ainsi, le modèle d'intégration prôné par Joy Jenkins en 1965 repose sur la conviction qu'on ne peut pas demander aux immigrés de devenir des copies conformes des Anglais, et qu'ils doivent garder leur culture, leur langue et leur religion ». En 1991 est instituée une question sur l'appartenance ethnique sur les registres de recensement, ce à quoi des associations islamistes ont invité à ne cocher aucune case mais à inscrire « musulman » à la ligne « autre ». Pour Delphine Papin, « d'une politique de lutte contre les discriminations, le pays passe à une politique multiculturaliste qui valorise l'affiliation culturelle, ethnique et… religieuse. »
Alors que la France prône nationalement une stricte laïcité et en est venue à parfois faire des accommodements raisonnables (selon le vocabulaire québécois), le Royaume-Uni a effectué un parcours inverse, le multiculturalisme municipal étant ensuite érige au niveau national entre 1997 et 2001. Didier Lassalle poursuit : « La société s'est alors adaptée aux demandes des minorités : les mariages arrangés pratiqués dans la communauté pakistanaise ont été tolérés, les sikhs ont obtenu le droit de conduire des motos ou de travailler sur des chantiers avec leur turban… » La création de projets à l'initiative des minorités, notamment d'écoles, « favorise l'implication des communautés dans la vie politique locale, tout en créant un risque de dérive communautariste » poursuit Delphine Papin. Des revendications particulières et des concentrations ethniques prennent alors un réel poids électoral.
Après 2001, les gouvernements de Tony Blair, Gordon Brown et David Cameron s'éloignent de cette politique. En 2001, après les émeutes interethniques entre Blancs et musulmans à Bradford, Burnley et Oldham, le ministre de l'Intérieur travailliste David Blunkett déclare qu'il y a un impératif linguistique et la nécessité d'un minimum d'intégration culturelle. Après les attentats de Londres de 2005, le Premier ministre travailliste Tony Blair reprend ces propos sur les dérives de la diversité puis Gordon Brown, à partir de 2008, lequel « va s'efforcer de devenir le chante des valeurs britanniques ». En 2011, le Premier ministre conservateur David Cameron déclare que « le multiculturalisme a échoué » et que le « multiculturalisme d'État » des travaillistes entre 1997 et 2001 est à l'origine d'un séparatisme communautaire et des crispations identitaires, qui selon lui sont un terreau pour le terrorisme islamiste.
Theresa May poursuit la même politique. Didier Lassalle note qu'en 2017, « à part dans les milieux universitaires et la gauche radicale, plus personne [ne] parle] » du multiculturalisme. Depuis 2007, la doctrine officielle est de promouvoir un retour à l'intégration des minorités ethniques afin de vivre en commun sur la base d'un certain nombre de principes. Ce constat du recul du multiculturalisme (« multicultural backlash ») doit cependant être nuancé. L’analyse du débat public britannique révèle qu’une partie importante de la presse britannique de gauche et du centre reste nettement favorable au multiculturalisme.
Cependant, conclut Didier Lassalle : « Les minorités ont tendance à vouloir rester entre elles. Et les Blancs, eux, n'ont pas vraiment envie de vivre avec les minorités. Cela favorise la concentration ethnique, comme dans certains quartiers de Londres ou de Birmingham, qui ne sont pas pour autant des ghettos. » Dans ces endroits ont pu avoir lieu des émeutes, comme en 2001. Le chercheur ajoute au sujet du multiculturalisme britannique : « Cela dit, le bilan n'est pas mauvais. Il y a eu des avancées. La société britannique me paraît plus apaisée qu'auparavant », regrettant que des tensions soient nées autour notamment de la montée du parti UKIP mais relevant que des personnes issues de minorités accèdent à de hautes responsabilités, comme le maire de Londres Sadiq Khan.
- Dans les bibliothèques municipales britanniques, il est considéré comme normal de stocker un grand nombre d'ouvrages dans les langues minoritaires (surtout des langues du sous-continent indien).
- La collecte de statistiques sur l'origine ethnique de la population, depuis le dernier recensement l'identification ou non à une religion, est pratiquée officiellement, pour mieux comprendre les évolutions sociologiques et formuler des politiques publiques adaptées.

## Amériques

### Canada
Le Canada pratiqua historiquement une politique d'assimilation culturelle vis-à-vis des immigrés. Ces derniers étaient soumis à un processus d’assimilation à la culture, aux coutumes, aux mœurs et aux traditions des Canadiens anglais. L’immigration était également discriminatoire sur la base de la race. En 1885, sous la pression de la Colombie-Britannique, le gouvernement fédéral imposa des politiques visant à restreindre l’immigration chinoise, comme une taxe d’entrée et, plus tard, la Loi sur l’immigration chinoise de 1923. En 1947, l’interdiction formelle de l’immigration chinoise est levée. Toutefois, en 1952, une nouvelle Loi sur l’immigration maintient les politiques discriminatoires du Canada à l’égard des immigrants non européens et non américains. Ce n'est qu’en 1962 que le gouvernement fédéral met fin à la discrimination raciale dans le système d’immigration. En 1967, un système de points est mis en place pour classer les immigrants potentiels en fonction de leur admissibilité. La race, la couleur ou la nationalité ne sont pas des facteurs dans le nouveau système ; au contraire, les compétences professionnelles, les niveaux d’éducation, les compétences linguistiques (soit le fait de parler le français ou l’anglais) et les liens familiaux deviennent les principales considérations pour décider qui peut immigrer.
La politique fédérale du multiculturalisme est adoptée en 1971 par le gouvernement libéral de Pierre Elliott Trudeau et le Canada devient le premier pays au monde à adopter officiellement le multiculturalisme. En adoptant la Charte canadienne des droits et libertés en 1982, promue par le Premier ministre Pierre Elliott Trudeau (PLC), le gouvernement canadien a poursuivi une politique favorable au multiculturalisme. Une loi de 1988 la précise et en élargit la portée. Pour le sociologue Mathieu Bock-Côté et une partie de la classe intellectuelle québécoise, il s'agissait de désamorcer les revendications historiques du Québec en faisant en sorte que cette province ne soit plus une nation mais une communauté ethnique parmi d'autres au sein du Canada. Le fils de Pierre Elliott Trudeau et Premier ministre depuis 2015 Justin Trudeau poursuit cette politique.
Au Québec, l'État provincial est responsable de la sélection des immigrants réguliers, alors que l'État fédéral est responsable du regroupement familial et de l'accueil des réfugiés. Par ailleurs, le gouvernement québécois est chargé de la scolarisation et de la francisation de l'ensemble des migrants, alors que le gouvernement fédéral est chargé de l'acquisition de la citoyenneté canadienne.
Néanmoins, en 2007, le premier ministre Jean Charest (PLQ) a créé une Commission de consultation sur les pratiques d'accommodements reliés aux différences culturelles, co-présidée par le philosophe Charles Taylor et le sociologue Gérard Bouchard, qui a rendu son rapport en mai 2008.
Le prix Paul-Yuzyk commémore le patrimoine légué par le sénateur Paul Yuzyk, qui fut le premier à désigner le multiculturalisme comme l’une des caractéristiques fondamentales de l’identité du Canada.

### États-Unis
Les États-Unis sont un pays divers ethniquement et culturellement en conséquence d'immigrations massives en provenance de nombreux pays tout au long de leur histoire.
Historiquement, les États-Unis ont pratiqué une forte politique d'assimilation culturelle tout au long du XIXe siècle et de la première moitié du XXe siècle. Les immigrants étaient soumis à un processus d'américanisation pour qu'ils deviennent des Américains sur le plan ethno-culturel,. L'assimilation fut abandonnée de facto par la Loi sur l'immigration et la nationalité de 1965, et le multiculturalisme en tant que tel date des années 1980, lié à la montée des revendications de la communauté noire, suivie par la suite par d'autres minorités qui s'estiment également discriminées.

## Critiques

### Idéologie multiculturaliste
Pour l'essayiste et homme politique RN (puis non-inscrit depuis 2022) Hervé Juvin, l'idéologie dominante affirme au nom du multiculturalisme que les hommes sont tous les mêmes et sépare l'homme de tout ce qui le détermine : famille, origine, sexe, religion, langue. En conséquence, l'Europe serait devenue un no man's land livré au monde et aux marchés sans aucune préférence pour soi. Toujours selon Juvin, le multiculturalisme serait la négation absolue de l'altérité et de l'autre. Le multiculturalisme serait un totalitarisme soft proclamant l'individu absolu ainsi qu'un terrorisme intellectuel interdisant d'identifier, de nommer, de compter et de débattre de l'immigration de masse. Le multiculturalisme est devenu, pour Hervé Juvin, une perversion de l'universalisme et une forme de racisme moderne qui veut que tous les habitants du monde deviennent des habitants français comme les autres,.
Toujours selon Hervé Juvin, le multiculturalisme est même un idéal anti-républicain et anti-occidental. « Les multiculturalistes renoncent à l’idéal républicain pour retourner au communautarisme, à la tradition et à la croyance. Contrairement aux préjugés qui circulent à son sujet, le multiculturalisme ne constitue pas un projet libéral et progressiste. Tout au contraire, il est essentiellement réactionnaire et anti-occidental, car il veut obliger l’Occident à fractionner la société en une multitude de clans emmurés dans le passé ».

### Effets du multiculturalisme
Robert D. Putnam, professeur de sciences politiques à Harvard, a conduit une étude de près de dix ans sur la façon dont la diversité ethnique affectait la confiance entre les membres d'une société. Il a pour cela interrogé 26 200 personnes dans 40 communautés américaines. Il constate que, dans un premier temps, la diversification ethnique et culturelle d'une société a tendance à se traduire par une fragilisation des liens de solidarité traditionnels. À plus long terme en revanche, les détériorations initiales du capital social peuvent être compensées par la création d'identités nouvelles, plus inclusives. Il conclut : 

« La diversité ethnique est vouée à s'accroître dans la plupart des sociétés modernes, en partie du fait de l'immigration. Cette évolution est non seulement inévitable, mais parfaitement désirable sur la longue durée. […] Le défi des sociétés modernes en pleine mutation est donc de parvenir à construire un sens nouveau et plus large du "nous". »

Selon l'éthologue Frank Salter, les sociétés relativement homogènes investissent davantage dans les biens publics, ce qui indique un niveau plus élevé d'altruisme public. Par exemple, le degré d'homogénéité ethnique est en corrélation avec la part du gouvernement dans le produit intérieur brut ainsi que la richesse moyenne des citoyens. Des études de cas aux États-Unis constatent que les sociétés multiethniques sont moins charitables et moins aptes à coopérer pour développer l'infrastructure publique. Une étude récente de plusieurs villes portant sur les dépenses municipales en biens publics aux États-Unis a révélé que les villes ethniquement ou racialement diverses dépensent une partie plus faible de leur budget et une somme plus petite par habitant dans les services publics que les villes plus homogènes.
Selon Bruce Bawer, le multiculturalisme créé des frictions au sein de la société.

### Multiculturalisme contre assimilation
Pour le sociologue Mathieu Bock-Côté, politiquement situé à la droite souverainiste, le multiculturalisme fait rompre le paradigme qui voulait que l'immigré devait s'intégrer dans la société d'accueil en s'appropriant son histoire. Désormais, c'est cette dernière qui doit s'adapter (à travers ses institutions, sa culture) pour accepter les nouveaux arrivants. Selon lui, la culture nationale en tant que telle n'existe plus, sauf pour faire repentance des persécutions faites dans son passé sur des minorités : « afin d'expier les péchés d'hier, la culture nationale doit par conséquent travailler à sa propre déconstruction. » Il critique en cela une réécriture de l'Histoire à l'aune des discriminations qui conduit à une fragmentation sociale et au règne du politiquement correct. La montée des partis populistes serait par ailleurs une conséquence du refus par le peuple d'un multiculturalisme décidé par les élites des pays accueillant l'immigration.

#### Critique du multiculturalisme
- Bruce Bawer
- Eurabia
- Critique du multiculturalisme